# Gnathostomulida
Los gnatostomúlidos (Gnathostomulida, del griego gnathos, "mandíbula" y stomula, "diminutivo de boca") son un filo de animales vermiformes, bilaterales, acelomados o pseudocelomados dependiendo de autores, marinos, de pequeño tamaño (0,5 - 3 mm), que viven entre las partículas de la arena y los limos (formando parte de la meiofauna), en ambientes principalmente anaerobios, (lugares en los que se encuentran las mayores densidades de población). Se nutren de hongos y microorganismos que se hallan en los granos de arena con las características mandíbulas de que está dotada su boca, situada en la zona anteroventral. Se conocen casi 100 especies.
No existe registro fósil y han pasado inadvertidos mucho tiempo por sus dimensiones mínimas y su fragilidad y transparencia, por lo que hoy hay una gran controversia en lo que respecta a su historia evolutiva y su taxonomía.

## Anatomía y fisiología
Carecen de cutícula y poseen una epidermis ciliada, como los platelmintos, por lo que al principio se les clasificó en este grupo. Cada célula de la epidermis tiene un cilio rodeado por un collar de microvellosidades. Presentan una disposición faríngea con simetría bilateral y complejas partes bucales, parecen asociados a rotíferos y hay autores que agrupan a los dos filos en Gnathifera. Las células musculares son de tipo estriado cruzado, mientras que las del bulbo faríngeo son de tipo mioepitelial.
Carecen de órganos respiratorios y circulatorias, pero sí un tubo digestivo ciego.

### Anatomía externa
Son animales transparentes y vermiformes (alargados y cilíndricos), con simetría bilateral y cuerpo dividido en tres regiones: cabeza, tronco y cola. En la cabeza (y en algunas especies también en su cola) presentan un conjunto de sedas táctiles con distinta nomenclatura según su posición (apicalia, frontalia, ventralia, dorsalia y lateralia), así como unas pequeñas fosetas sensoriales ciliadas.
La locomoción se debe al batido de los cilios presentes en la epidermis, ayudado en ocasiones por las contracciones de sus músculos longitudinales y circulares. 

### Pared del cuerpo
La epidermis está compuesta por dos tipos de células: monociliadas con un collar de microvellosidades alrededor del cilio, y células glandulares de tipo mucoso. Por debajo de la epidermis encontramos una capa de musculatura circular estriada. Entre ambas aparecen de uno a tres pares de cordones nerviosos. A continuación encontramos tres pares de bandas de musculatura longitudinal (dos laterodorsales, dos laterales y dos lateroventrales).
Hasta el tubo digestivo, la zona del tronco está ocupada por los órganos genitales, mientras que en la cabeza y cola está ocupado por un tejido de relleno.

### Sistema digestivo
La boca y faringe, situadas en la parte ventral de la cabeza, están muy muscularizadas. El aparato masticador está constituido por una placa basal que usan para raspar el sustrato en busca de bacterias, algas microscópicas y detritos, que son introducidos al bulbo faríngeo (formado por células de tipo mioepitelial con microvellosidades) gracias a un par de mandíbulas que pueden ser en forma de pinza o con los extremos distales aserrados.
El alimento pasa del bulbo al intestino, que es lineal, simple y ciego. Las células que lo forman son contráctiles, por lo que ayudan a triturar y aglutinar los alimentos durante la digestión. Desde su extremo posterior hasta la cola del animal existe un cordón celular macizo de función desconocida.

### Sistema excretor
Poseen de 2 a 5 pares de protonefridios monociliados conocidos como solenocitos, independientes unos de otros y provenientes probablemente de la epidermis.

### Sistema nervioso
Es sencillo. Tienen por encima del bulbo bucal un ganglio cerebroideo y uno bucal, más pequeño, unidos por conectivo. Del ganglio cerebroideo salen hacia el extremo posterior del tronco 3 cordones nerviosos (2 laterodorsales, 2 laterales y 2 lateroventrales), siguiendo los pares de paquetes musculares longitudinales.

## Reproducción y desarrollo
Los gnatostomúlidos son hermafroditas simultáneos o protándricos con fecundación cruzada.
El aparato reproductor femenino de cada individuo posee normalmente un largo ovario dorsal asociado a un receptáculo seminal que en ocasiones puede estar dividido en dos cámaras: la bursa y la prebursa. Algunos pueden presentar un orificio genital femenino a modo de vagina conocido como gonoporo y situado en la línea medio dorsal del cuerpo. El aparato reproductor masculino consta de uno o dos testículos laterales, estando en algunos casos los conductos del esperma (o espermiductos) que acaban uniéndose originando un órgano copulador que finaliza en un gonoporo (situado en la línea medio ventral) con o sin estilete, usado para introducirlo en el ovario del compañero. 
Una hora después de la fecundación se deposita un único gran huevo que sale al exterior por contracción  del cuerpo que produce la rotura de la pared, aunque ésta posteriormente cicatriza. El cigoto va transformándose, por segmentación en espiral y desarrollo directo, en una larva ciliada, carente de órganos internos y cavidad intestinal, que deviene en adulto en poco tiempo.

## Sistemática
El aparato genital femenino y la morfología de los espermatozoides sirven para clasificar el filo en dos clases:
- Filospermoidea. La cabeza posee una prolongación anterior denominada rostro. Los espermazoides son filiformes, con cabeza y flagelo; carecen de pene, de receptáculos seminales y de vagina, por lo que la transferencia de esperma se produce por impregnación hipodérmica.
- Bursovaginoidea. Cabeza sin rostro. Los espermatozoides no son filiformes. Tienen poro copulador, bolsa vaginal, vagina y pene.

Así, se clasifican como sigue:
- Clase Bursovaginoidea Sterrer, 1972
  - Orden Conophoralia Sterrer, 1972
    - Familia Austrognathiidae Sterrer, 1972
      - Austrognatharia Sterrer, 1971
      - Austrognathia Sterrer, 1965
      - Triplignathia Sterrer, 1991

  - Orden Scleroperalia Sterrer, 1972
    - Familia Agnathiellidae Sterrer, 1972
      - Agnathiella Sterrer, 1971
      - Paragnathiella Sterrer, 1997

    - Familia Clausognathiidae Sterrer, 1972
      - Clausognathia Sterrer, 1992

    - Familia Gnathostomariidae Sterrer, 1972
      - Gnathostomaria Ax, 1956

    - Familia Gnathostomulidae Sterrer, 1972
      - Chirognathia Sterrer & Sørensen 2006
      - Corculognathia Ehlers & Ehlers, 1973
      - Gnathostomula Ax, 1956
      - Ratugnathia Sterrer, 1991
      - Semaeognathia Riedl 1970

    - Familia Mesognathariidae Sterrer, 1972
      - Labidognathia Riedl 1970
      - Mesognatharia Sterrer, 1966
      - Tenuignathia Sterrer, 1976

    - Familia Onychognathiidae Sterrer, 1972
      - Goannagnathia Sterrer, 2001
      - Nanognathia Sterrer, 1972
      - Onychognathia Riedl, 1971
      - Valvognathia Kristensen & Norrevang, 1978
      - Vampyrognathia Sterrer, 1998

    - Familia Paucidentulidae Sterrer, 1972
      - Paucidentula Sterrer, 1998

    - Familia Problognathiidae Sterrer & Farris, 1975
      - Problognathia Sterrer & Farris, 1975

    - Familia Rastrognathiidae Kristensen & Norrevang, 1977
      - Rastrognathia Kristensen & Norrevang, 1977
- Clase Filospermoidea Sterrer, 1972
  - Orden Filospermoida Sterrer, 1972
    - Familia Haplognathiidae Sterrer, 1972
      - Haplognathia Sterrer, 1970

    - Familia Pterognathiidae Sterrer, 1972
      - Cosmognathia Sterrer, 1991
      - Pterognathia Sterrer, 1966

En el Mediterráneo es muy común Gnathostomula mediterranea, en arena fina, tiene 1 mm de longitud y carece de estilete copulador en el poro genital.